# Sewer (biskup praski)
Sewer OSB (cz. Šebíř) (zm. 9 grudnia 1067) – czeski mnich, duchowny katolicki, biskup praski od 1030 r.

## Życiorys
Sewer pochodził z czeskiej rodziny szlacheckiej. Od najwcześniejszych lat służył na dworze książęcym jako kapelan księcia Oldrzycha. Później wstąpił do zakonu benedyktynów i wstąpił do klasztoru w Břevnovie. Dzięki poparciu władcy Severus został wybrany po śmierci biskupa praskiego Hizza jego następcą w 1030 r. Dopiero rok później otrzymał inwestyturę cesarską oraz został konsekrowany na biskupa. Powodem rocznego opóźnienia był trwający spór między cesarzem Henrykiem III a księciem czeskim.
W 1035 r. zmarł książę Jaromir, a jego następcą został Brzetysław I. W tym czasie podjęto starania o podniesienie diecezji praskiej do rangi archidiecezji i metropolii, które ostatecznie nie zostały zrealizowane. Sewer założył w 1039 r. klasztor w Sazavie. Rozpoczął wprowadzanie w liturgii obrządku słowiańskiego przez co wszedł w konflikt z arcybiskupem metropolitą mogunckim, który groził biskupowi karami kościelnymi.
W 1038 lub 1039 r. wziął udział w najeździe na Polskę przeprowadzonym przez księcia Brzetysław I grabiąc z Gniezna m.in. relikwie św. Wojciecha. 25 sierpnia 1039 r. zostały one uroczyście złożone w katedrze św. Wita w Pradze na Hradczanach. Od tej pory aż do XX w. dzień ten był obchodzona była uroczystość św. Wojciecha w Czechach. Po najeździe Sewer planował włączenie Śląska w obręb swojej diecezji oraz podjął starania w Rzymie o zdobycie paliusza arcybiskupiego.
Popierał następnie cesarza w konflikcie z księciem Brzetysławem przez co uszedł za granicę do Regensburgu, powracając do Czech po załagodzeniu konfliktu w 1041 r. Sewer wrócił do Pragi, gdzie został wkrótce pojmany i uwięziony. Dopiero po dalszych interwencji cesarza, uzyskał wolność.
W 1055 r. następca Brzetysława I, książę Spitygniew II poparł starania Severusa i ufundował kolegiatę w Litomierzycach, a trzy lata później zapoczątkowano budowę nowej katedry na Hradczanach.
W ostatnich latach swojego pontyfikatu jego władza została ograniczona w wyniku utworzenia nowej diecezji dla Moraw w Ołomuńcu. Zmarł w 1067 r.